# 鈴木泰信
鈴木 泰信（すずき やすのぶ、1936年11月20日 - ）は、日本の実業家、技術士。NTN代表取締役会長兼社長や、日本ベアリング工業会会長、日本部品供給装置工業会会長、日本実業団陸上競技連合副会長などを歴任した。

## 人物・経歴
岐阜県生まれ。1959年名古屋工業大学工学部金属工学科卒業、東洋ベアリング製造（のちのNTN）入社。
1968年技術士（金属部門）。1991年取締役。1993年桑名製作所長。1994年常務取締役。1995年磐田製作所長。1997年専務取締役。1999年代表取締役副社長。2001年代表取締役社長、関西経営者協会理事。2002年日本経済団体連合会理事、日本機械工業連合会理事、大阪科学技術センター理事。2004年日本ベアリング工業会副会長。平成17年春の褒章で藍綬褒章受章。2007年代表取締役会長。
2008年代表取締役会長兼社長。2009年代表取締役会長、中部実業団陸上競技連盟会長、日本実業団陸上競技連合副会長。この間、日本ベアリング工業会会長、日本部品供給装置工業会会長なども歴任した。2010年名古屋工業大学名誉博士。平成22年秋の叙勲で旭日重光章受章。2011年レジオンドヌール勲章シュヴァリエ受章。2014年取締役会長。同年相談役。のち、名誉技術顧問。
日本陸上競技連盟評議員、桑名商工会議所顧問、平昭七記念財団評議員、在日フランス商工会議所名誉委員会メンバーなども務めた。